# 羅萊島
65°2′S 64°3′W / 65.033°S 64.050°W
羅萊島（Rollet Island），是南極洲的島嶼，位於葛拉漢地，處於布斯島以北1.9公里，屬於丹納布羅格群島的一部分，由讓-巴蒂斯特·夏古率領的法國探險隊發現和繪入地圖，現時由南極條約體系管理。